# Phorocera apricans
Phorocera apricans är en tvåvingeart som beskrevs av Robineau-desvoidy 1830. Phorocera apricans ingår i släktet Phorocera och familjen parasitflugor.
Artens utbredningsområde är Frankrike. Inga underarter finns listade i Catalogue of Life.